# Матосаванк
Матосаванк (вірм. ՄաթոսավանքՄաթոսավանք) — невеликий монастир, розташований в гірському лісовому масиві Національного парку «Діліжан», в 3,5 км на північний захід від міста Діліжан в Тавушской області Вірменії.
Знаходиться поблизу від монастиря Джухтакванк. Комплекс в даний час знаходиться в руїнах, частково присипаний землею, складається з церкви (без купола), притвору і книгосховища, примикають один до одного.

## Архітектура
Згідно напису на головному фасадному камені — церква побудована в 1205 році, зведена з грубо тесанних каменів і має невелику будова, покрите склепінням, однак купол відсутня. Біля входу в церкву, по обидва боки, встановлені хачкари. Із західного боку до церкви прилягає будинок притвору, що являє собою прямокутне приміщення зі склепінчастим перекриттям. Стіни побудовані з грубо тесаних каменів, оштукатурені зсередини. Висвітлюється єдиним вікном, яке знаходиться на західній стіні. На підлозі лежить кілька надгробних плит (написи на них нерозбірливі від часу).
На південній стороні церкви примикає книгосховище — невелике приміщення зі склепінчастим покриттям, знаходиться в дуже поганому стані одна зі стін на 50 % зруйнована. У східній стіні є окремий вхід. На південній стіні знаходяться вікна. Руїни церкви, притвору, бібліотеки збереглися, але стан дуже поганий.

## Сучасний стан

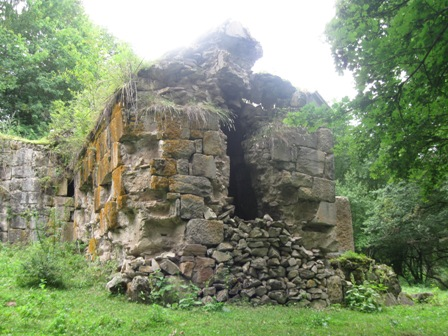
Вид на книгосховище

Незважаючи на те, що комплекс включений в список охоронюваних державою пам'яток і має реєстровий номер «10.3.145», з року в рік пам'ятник продовжує руйнуватися і не реставрується. Цей негативний аспект доповнюється вандалізмом з боку відвідувачів монастиря, деякі з стін будівлі розписані, а на стародавніх кам'яних хрестах запалені свічки покривають рештки монастиря шаром гарі і залишками воску.
Відсутність купола церкви обумовлює високу вологість всередині руїн і прискорює процес руйнування пам'ятника.

## Галерея

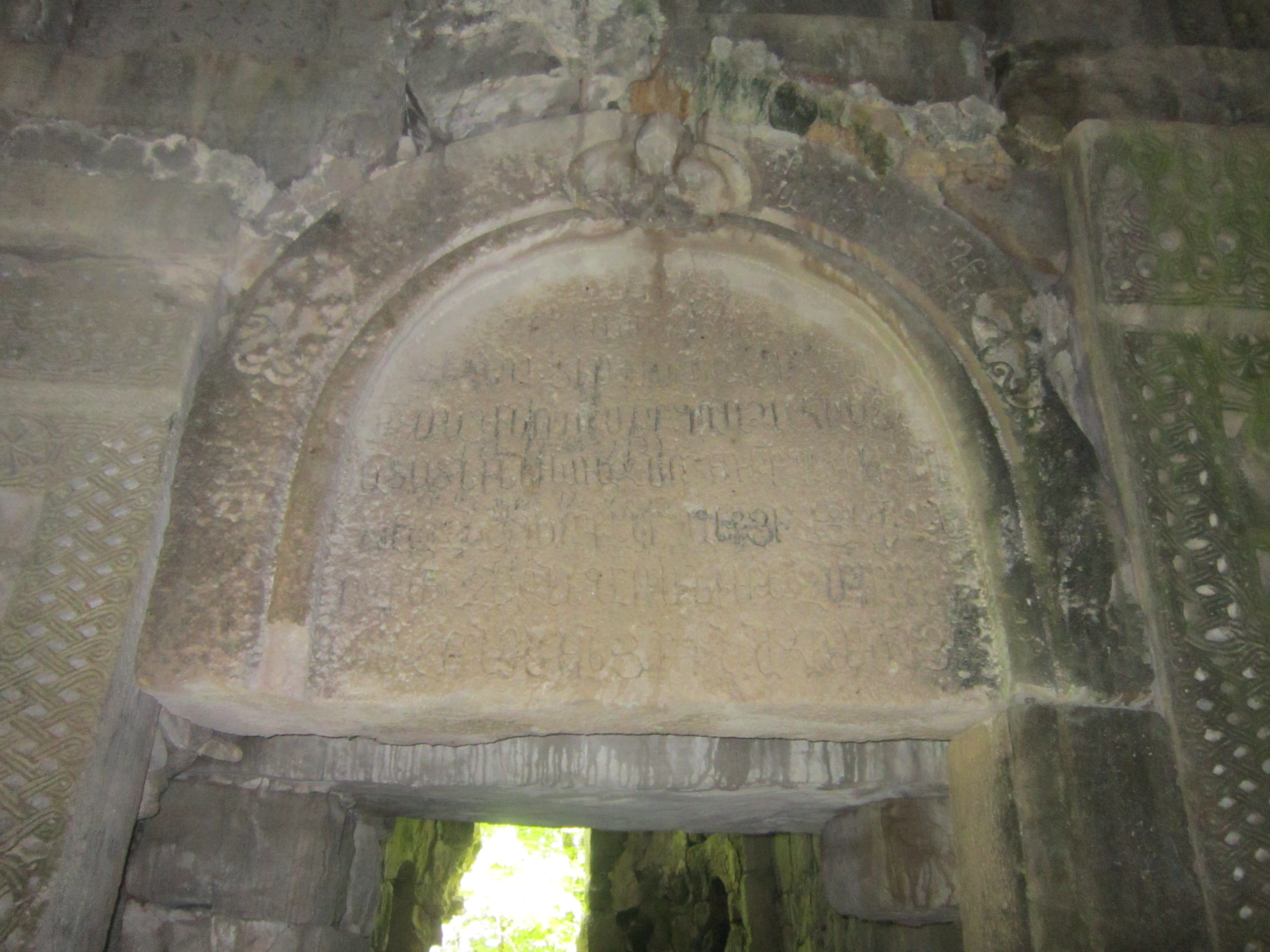
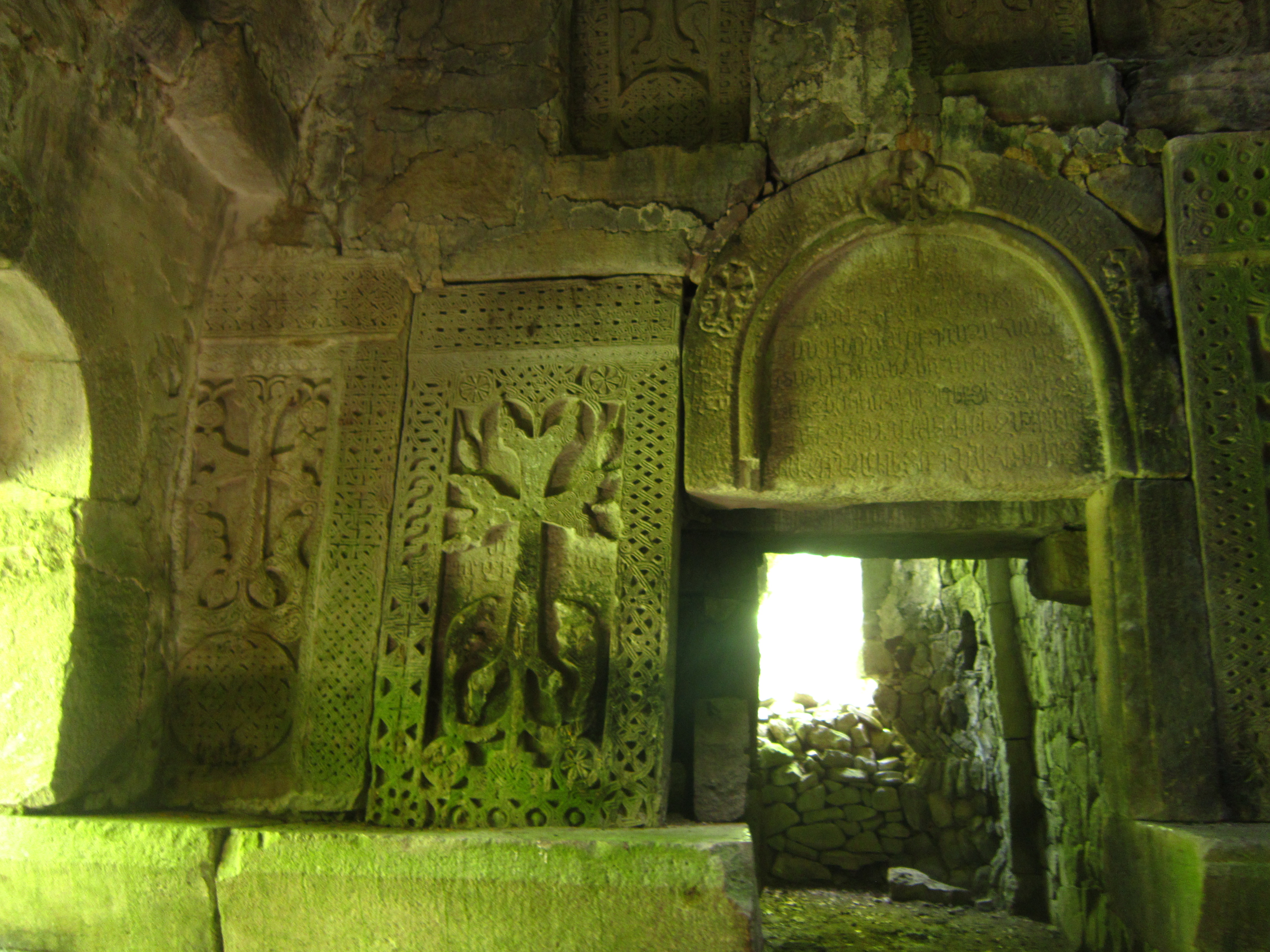
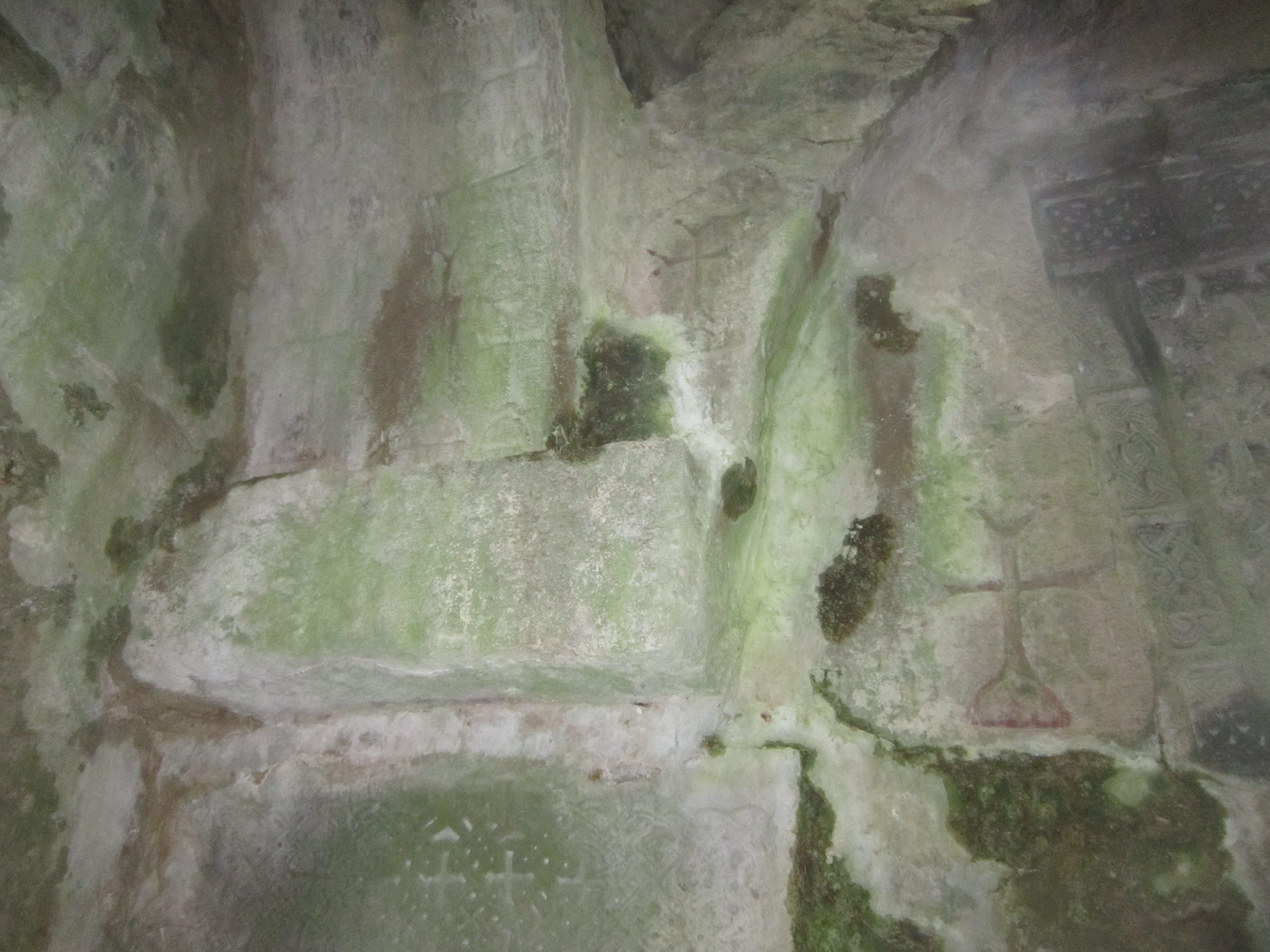
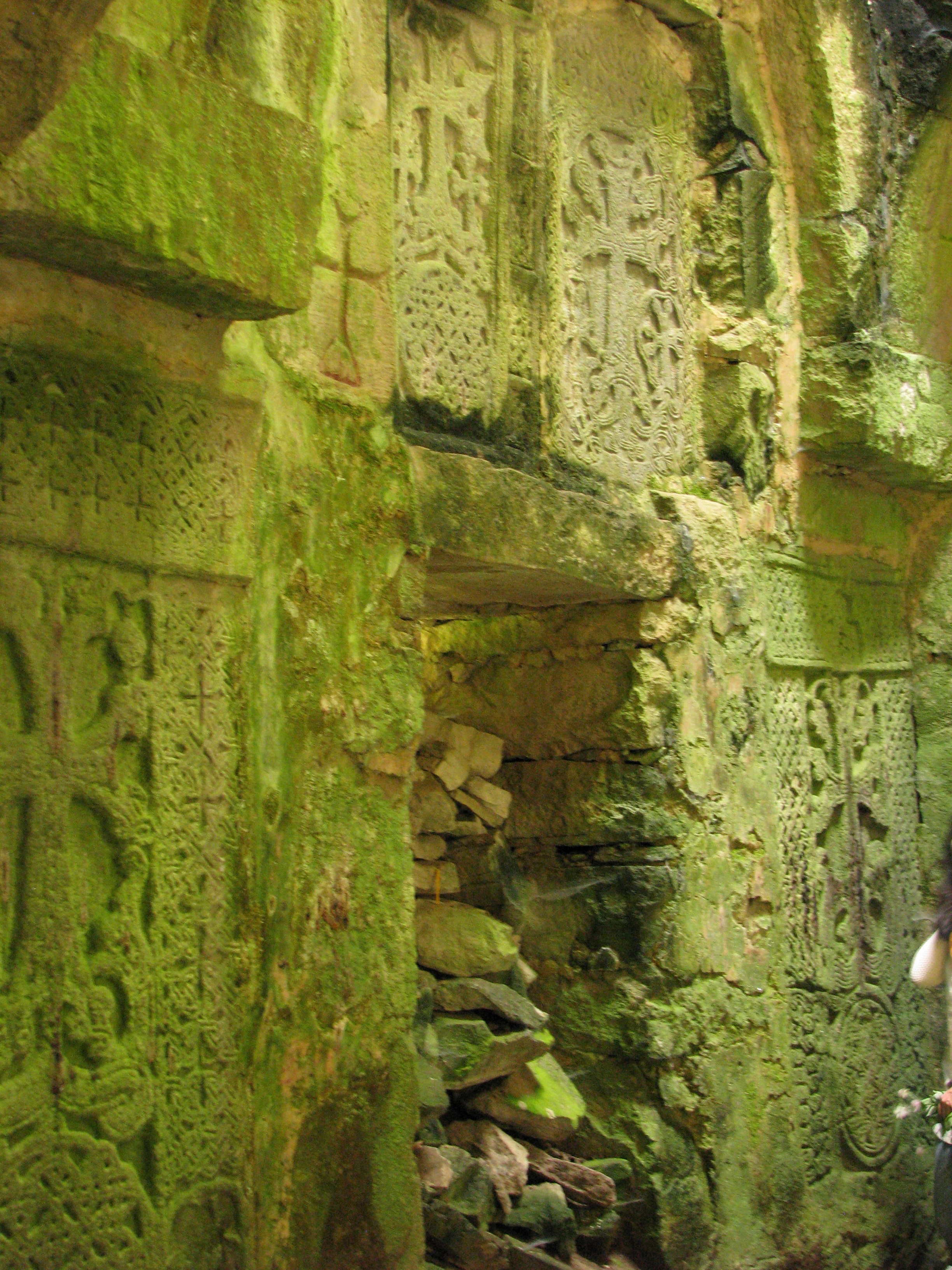
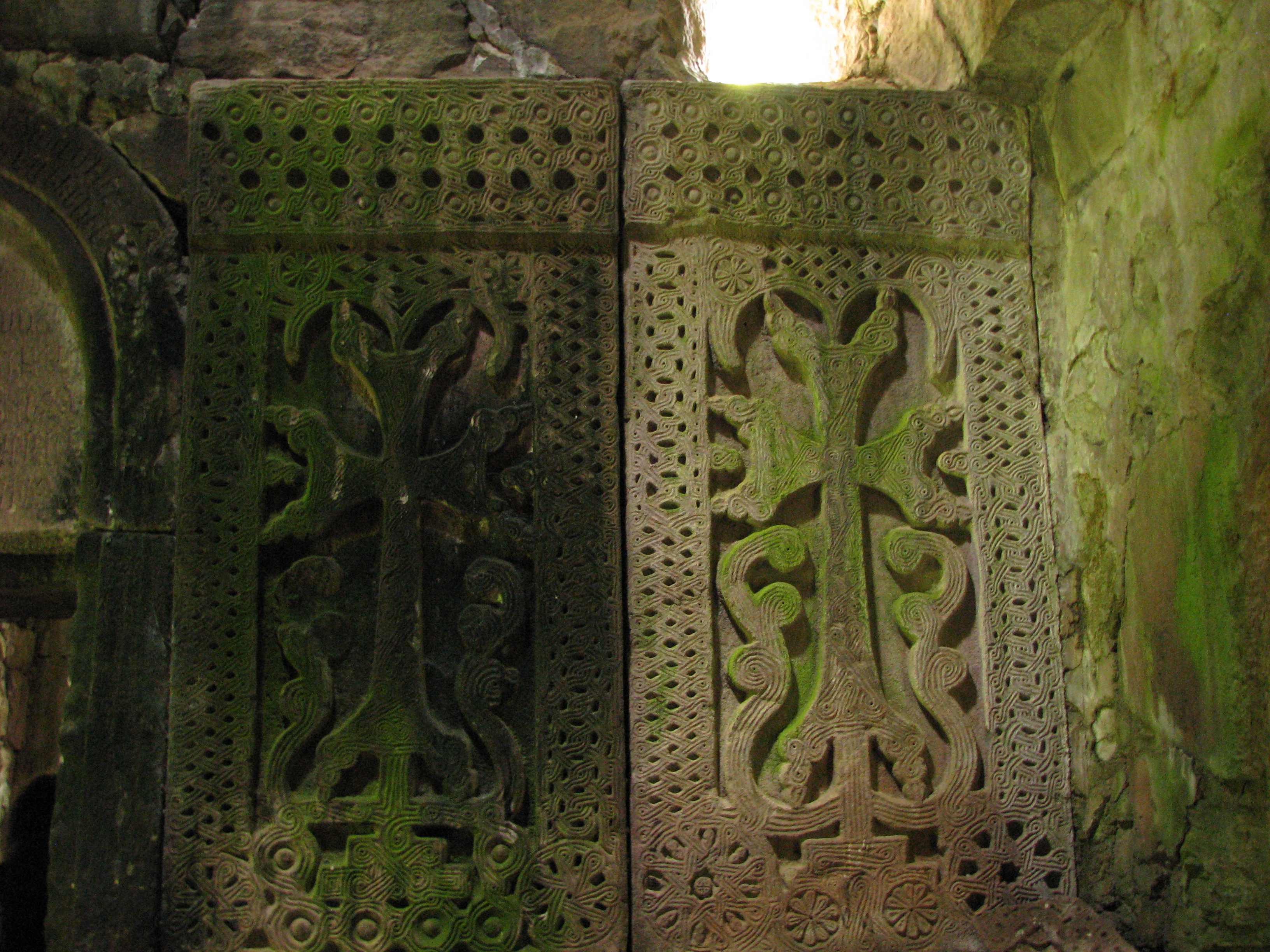
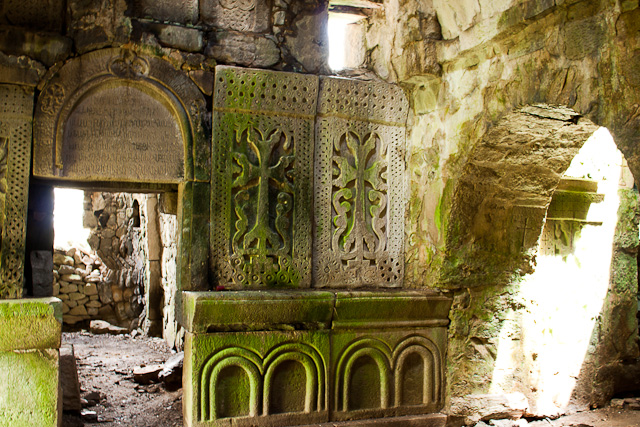
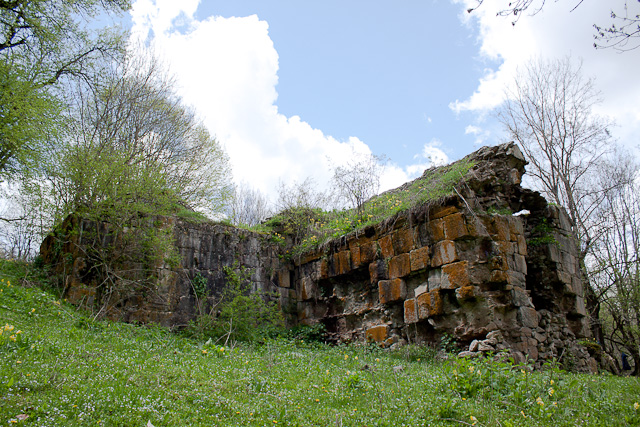
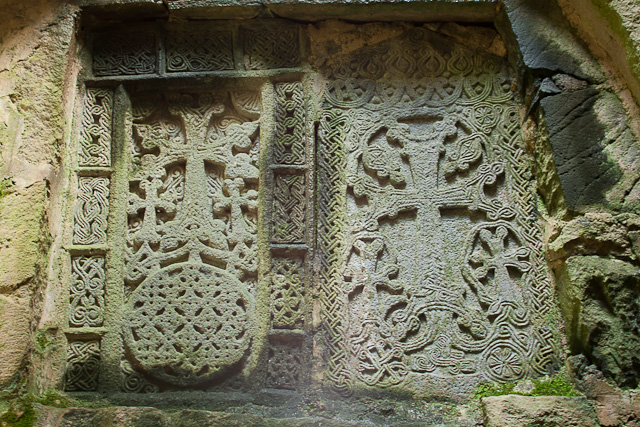
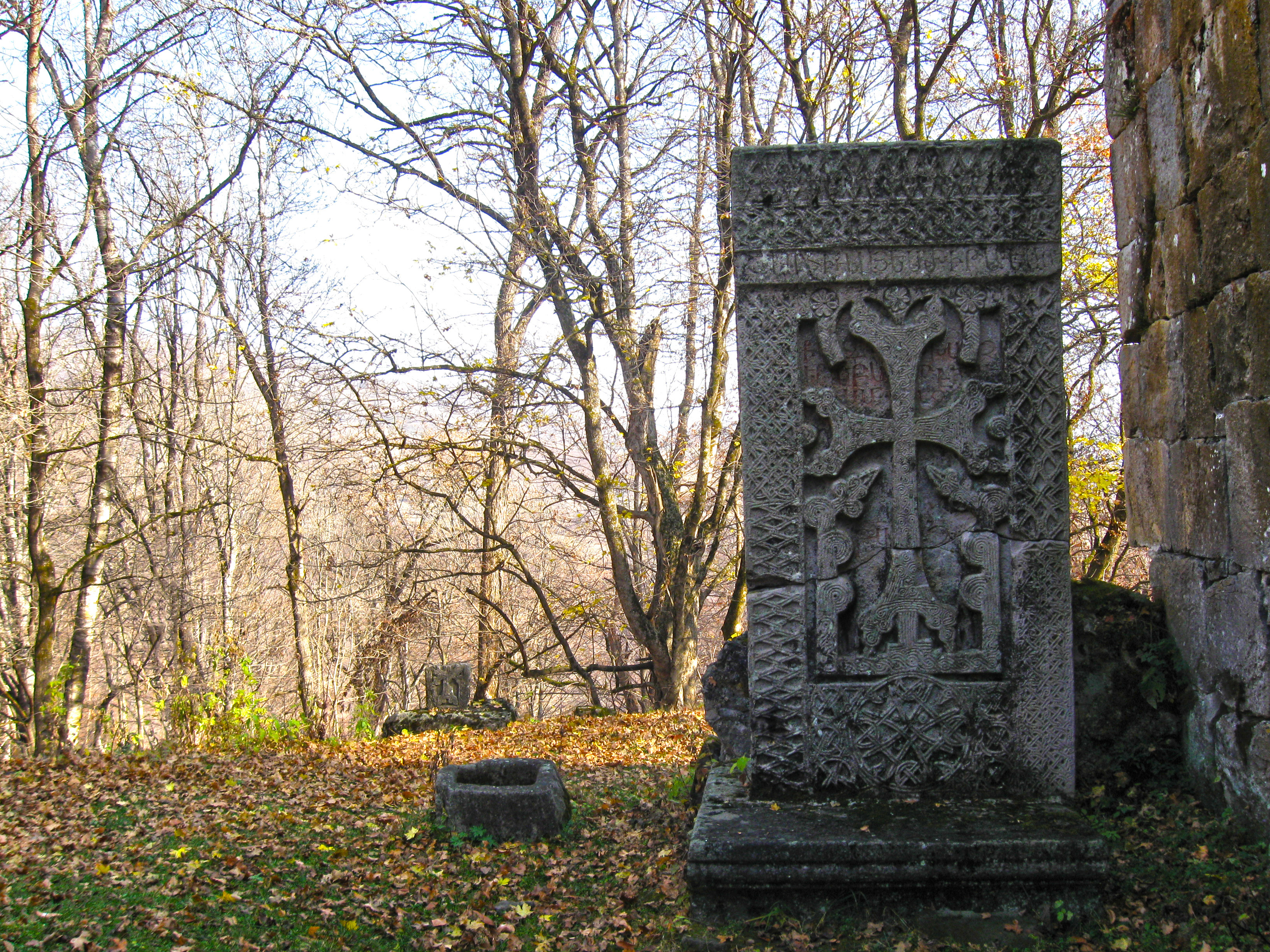
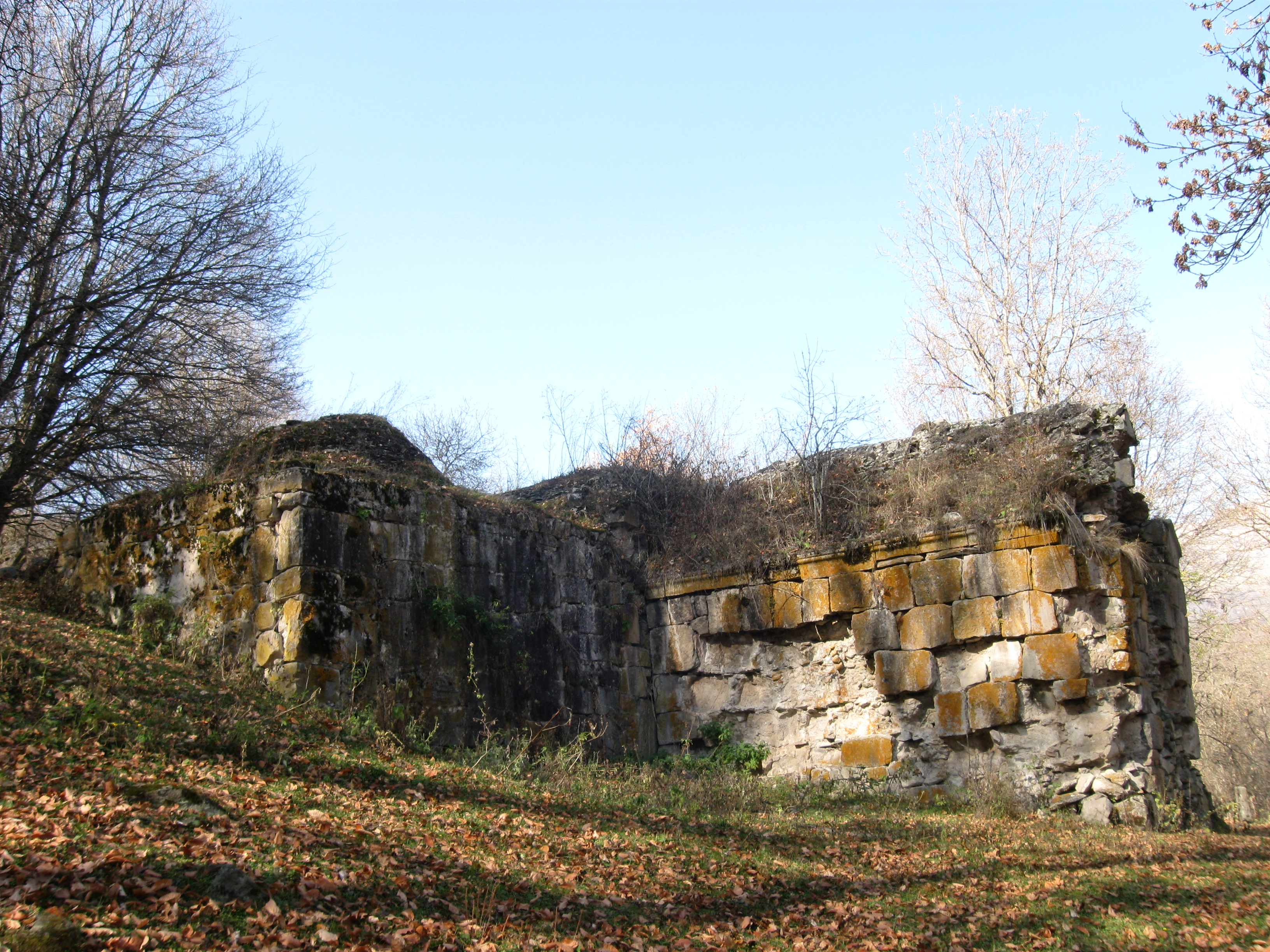
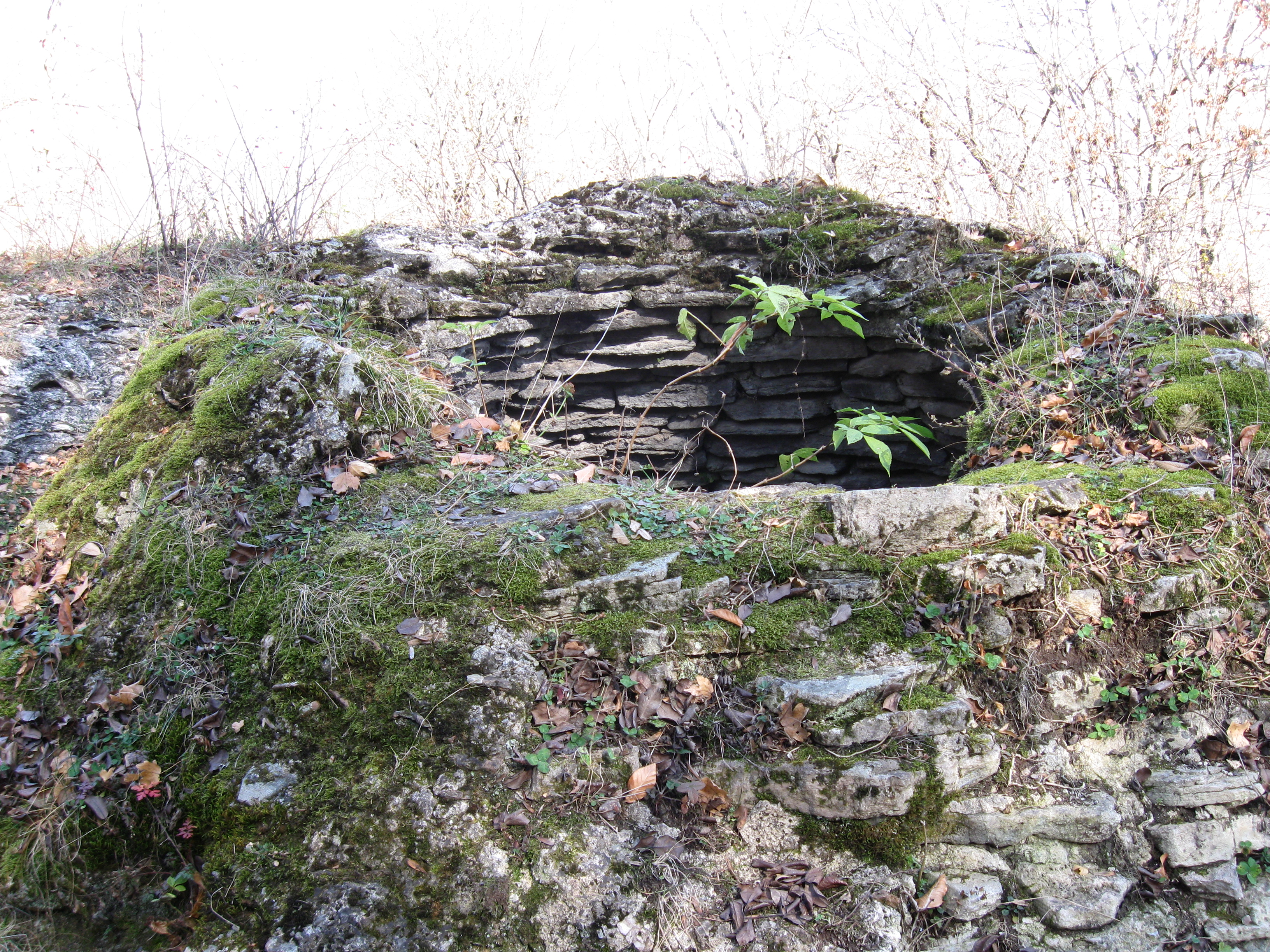
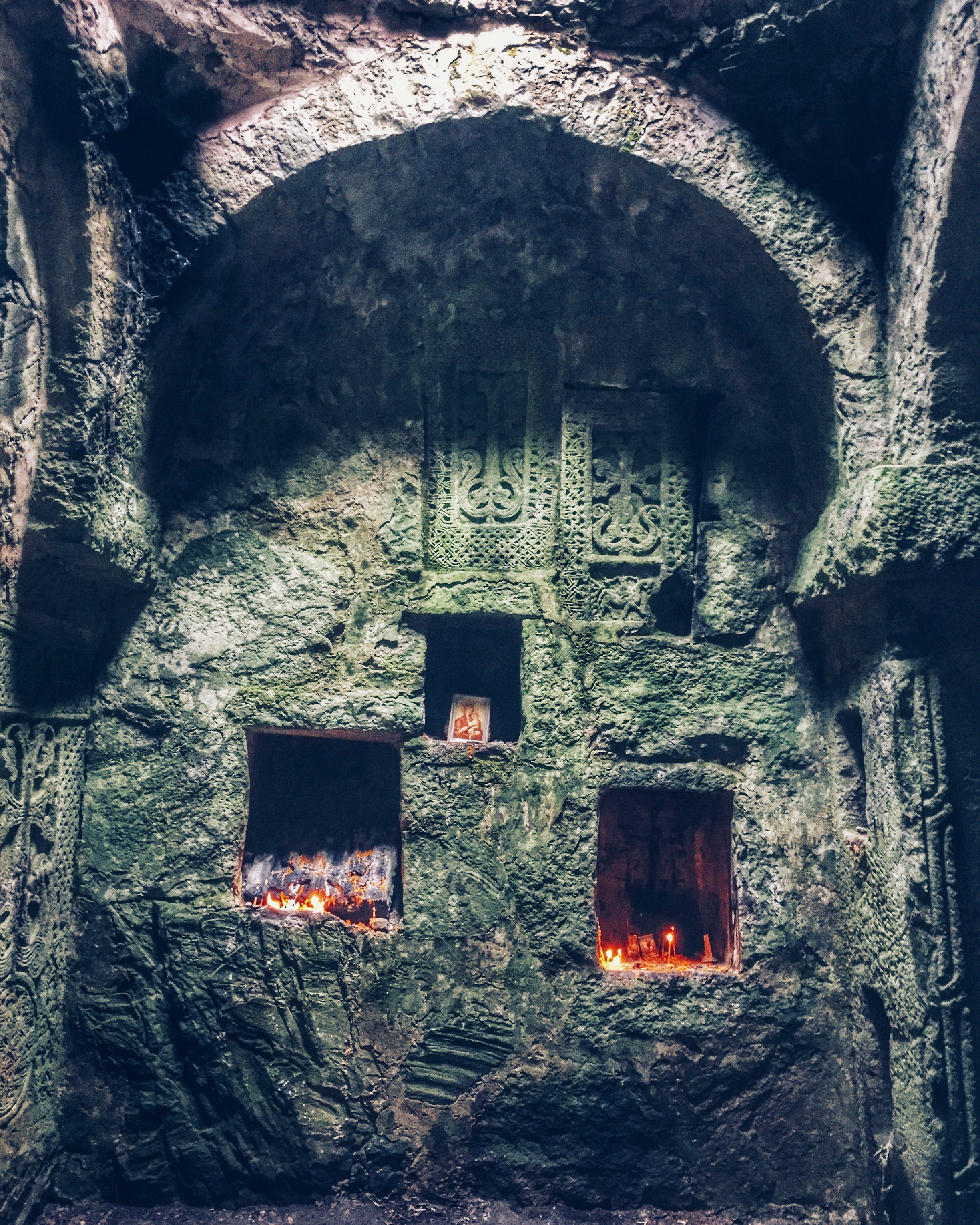
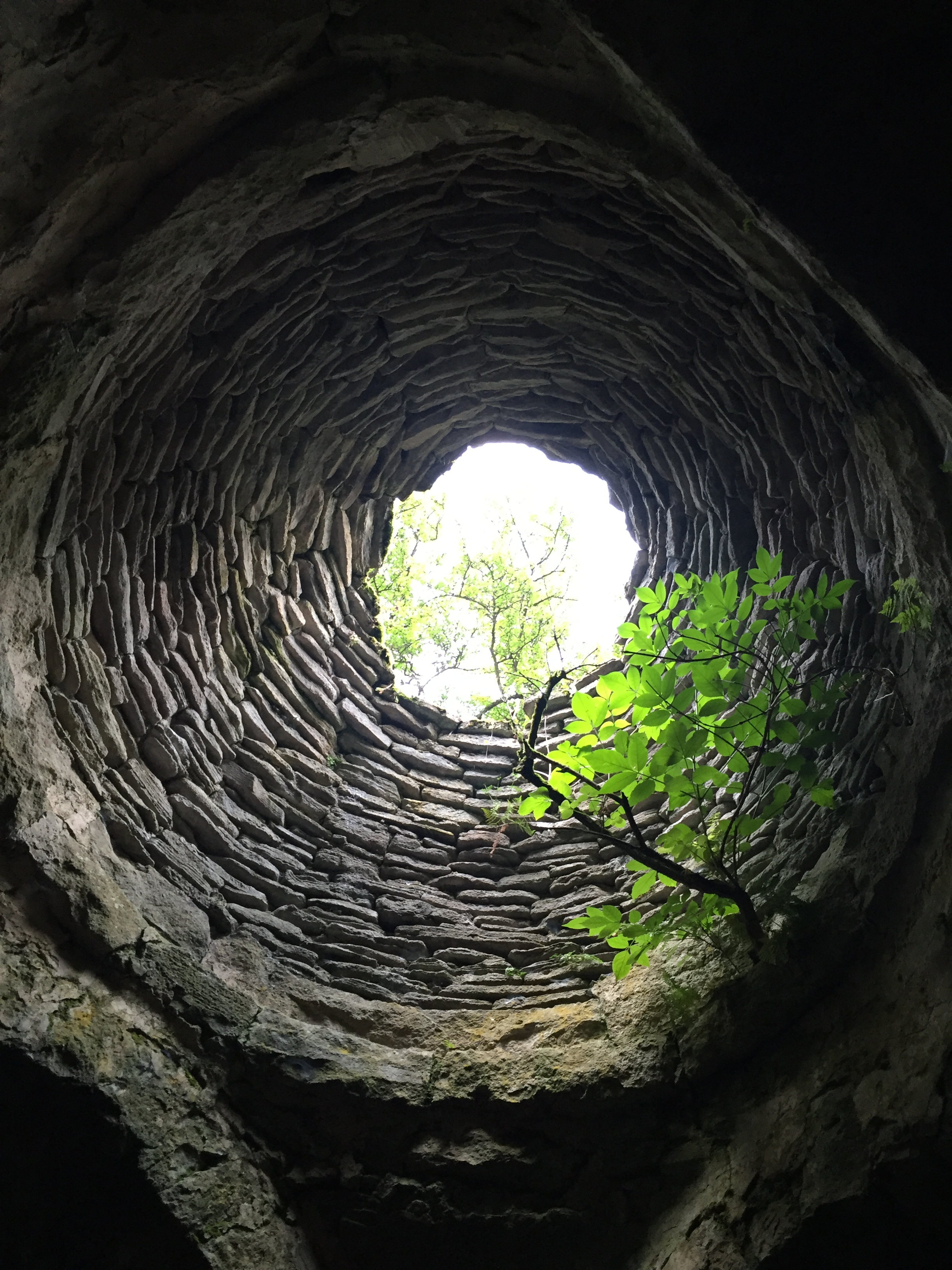
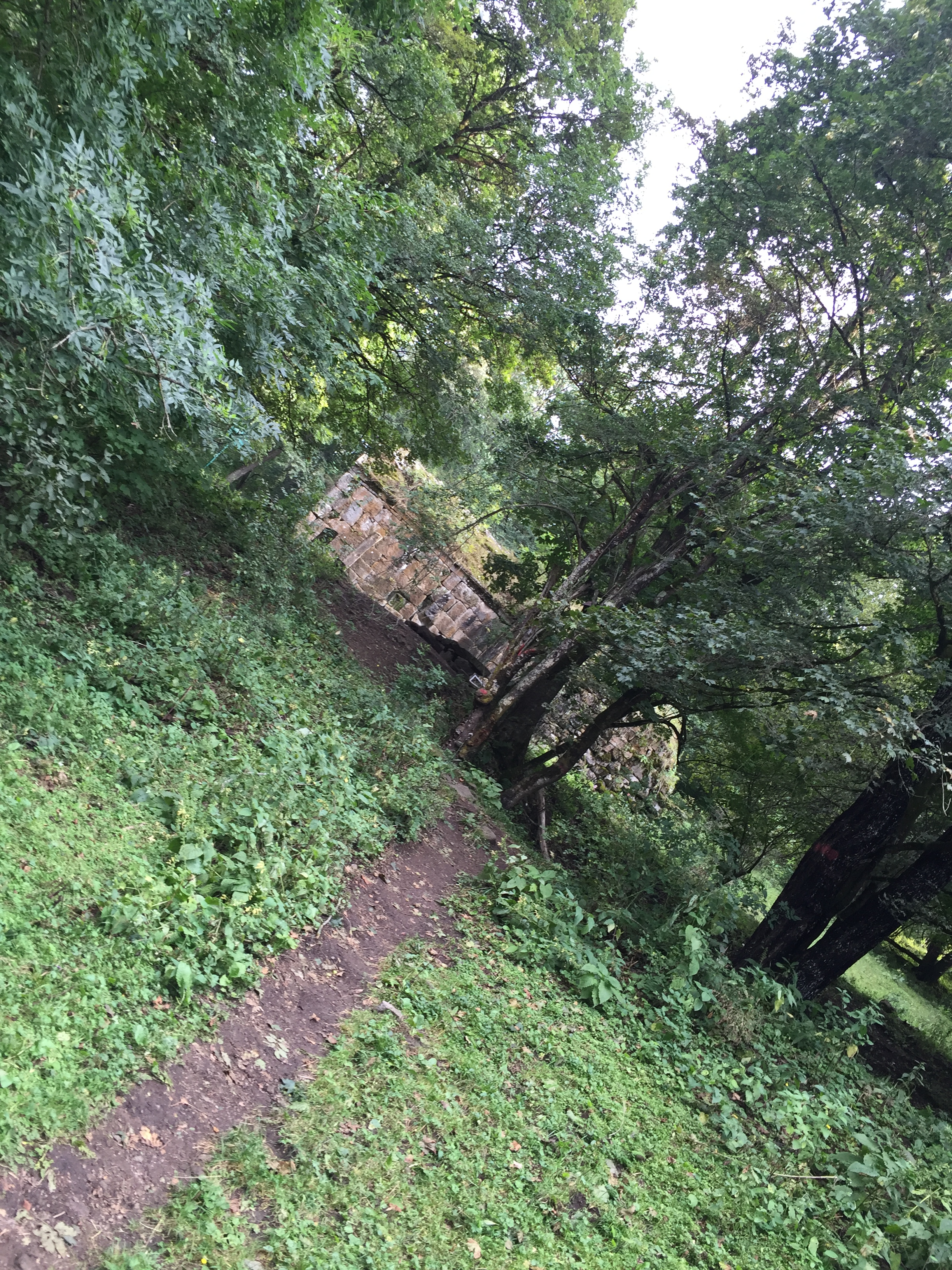
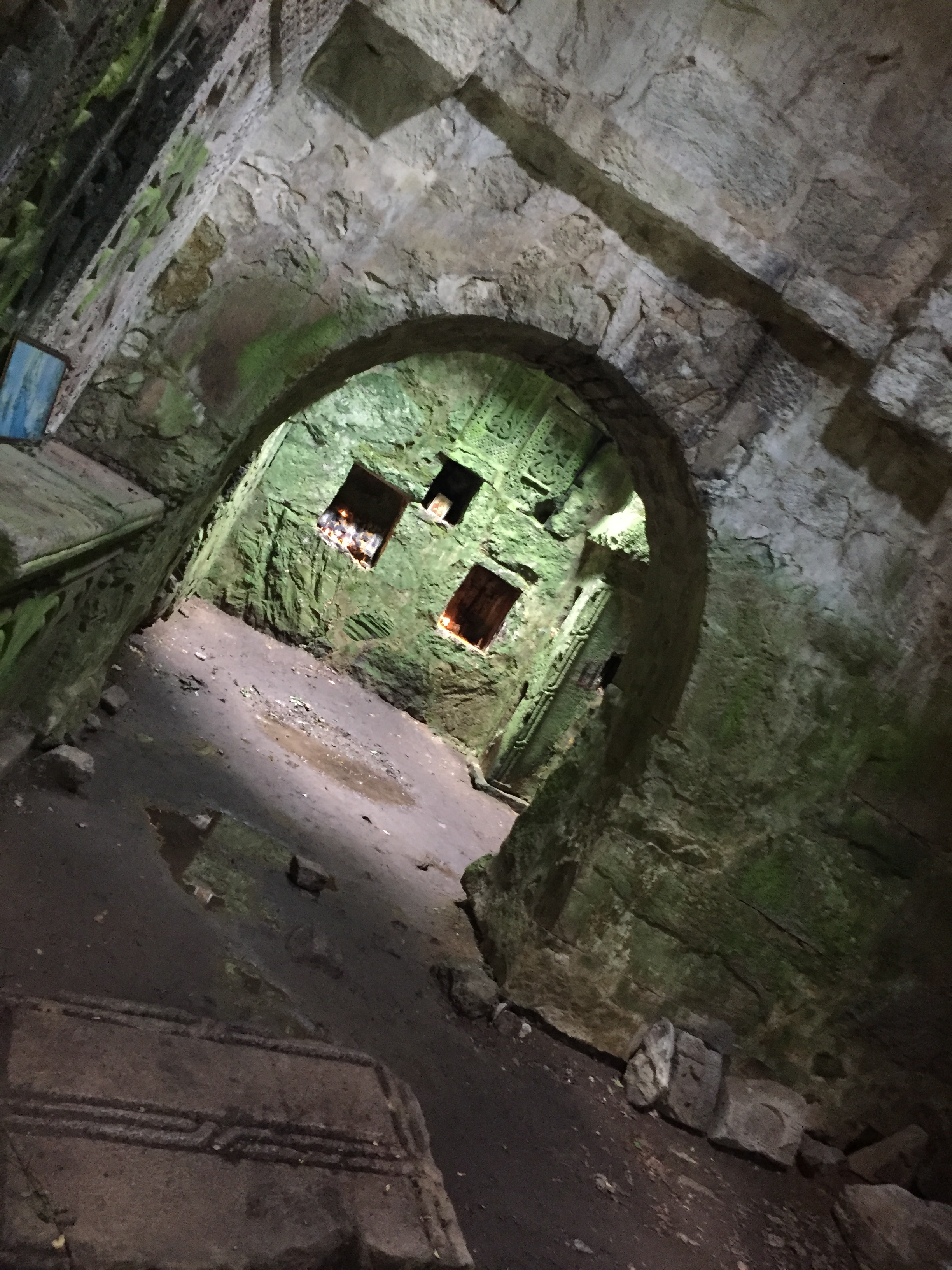